# Ming Van-li kínai császár
Ming Van-li (Peking, 1563. szeptember 4. – Peking, 1620. augusztus 18.) kínai császár 1572-től haláláig.

## Élete
Ming Lung-csing fiaként született, és édesapja korai halála után, 9 évesen jutott a trónra. Hosszú uralkodása alatt a világtól elzárkózva élt, és nemigen foglalkozott az államügyekkel. A tényleges uralmat a hatalmukkal visszaélő tartományi hivatalnokok és egyéb politikai tényezők jelentették. Az északi tartományok vezetőinek körében lábra kapott a korrupció és az erőszakoskodás – amely viszont a nép körében ellenérzést szült, és lázadásokhoz vezetett. Ez előkészítette az utat északról a későbbi mandzsu hódítók számára.
Megjegyzendő, hogy Van-li uralkodása alatt kezdődött el az európaiak behatolása Kínába, és ekkor alapított missziókat Matteo Ricci, a híres olasz jezsuita szerzetes.
Van-li 48 évig uralkodott, és 56 évesen hunyt el. A trónon fia, Ming Taj-csang követte.

## Sírrongálás
1966-ban, a kulturális forradalom idején a vörös gárdisták megrohamozták a mauzóleumot, ahol el volt temetve, és Van-li császár és két császárnéja maradványait a sírkamra elé hurcolták, ahol elégették őket, miután fényképeket készítettek koponyájukról. Több ezer más műtárgyat megsemmísítettek.

## Lásd még
- A Ming-dinasztia családfája

| Előző uralkodó: Ming Lung-csing | Kínai császár 1572 – 1620 | Következő uralkodó: Ming Taj-csang |